# Изследване на Марс
Изследването на Марс е важна част от програмите за космическите изследвания на СССР (по-късно Русия), САЩ, Япония и Европа. До планетата са изпратени дузини космически сонди, спускаеми сонди и марсоходи. С тези мисии се цели събирането на информация за историята на Марс, както и за сегашното му състояние.

## Характеристика на Марс
Планета Марс от дълго време представлява интерес за човека. Ранните наблюдения посредством телескопи разкриват промени в цвета на повърхността на планетата, които бяха обяснявани със сезонноменяща се растителност, както и продълговати особености на релефа, които бяха приписвани на разумен дизайн. Тези ранни и погрешни интерпретации помагат да се разшири обществения интерес към Марс. Следващите по-прецизни наблюдения довеждат до откритието на двата естевтвени спътника на планетата — Фобос и Деймос, както и на особености в релефа на планетата като сухите канали, депресиите, полярните шапки, Монт Олимп, най-високата планина в Слънчевата система и на Долината на Маринър, най-обширната система от каньони. Тези открития само възбуждат бъдещ интерес към изучаване и наблюдаване на червената планета.
Марс е каменна планета подобно на Земята и се е формирал по същото време. Диаметърът му е половината от този на Земята и планетата има много по-тънка атмосфера и студена и пустиноподобна повърхност.

## Предишни и настоящи мисии до Марс
| Мисия                   | Изстрелване       | Пристигане на Марс        | Прекратяване                    | Тип мисия                             | Резултат |
| ----------------------- | ----------------- | ------------------------- | ------------------------------- | ------------------------------------- | --- |
| Марсник 1 (Марс 1960A)  | 10 октомври 1960  |                           | 10 октомври 1960                | Облитане                              | Проблем при изстрелването                                                                                                   |
| Марсник 2 (Марс 1960Б)  | 14 октомври 1960  |                           | 14 октомври 1960                | Облитане                              | Проблем при изстрелването                                                                                                   |
| Спутник 22 (Марс 1962A) | 24 октомври 1962  |                           | 24 октомври 1962                | Облитане                              | Разпада се малко след изстрелване                                                                                           |
| Марс 1                  | 1 ноември 1962    |                           | 21 март 1963                    | Облитане                              | Събрана е малко информация, но контактът е изгубен преди пристигане на Марс                                                 |
| Спутник 24 (Марс 1962Б) | 4 ноември 1962    |                           | 19 януари 1963                  | Приземяем апарат                      | Не успява да напусне земна орбита                                                                                           |
| Зонд 1964A              | 4 юни 1964        |                           | 4 юни 1964                      | Облитане                              | Проблем при изстрелването                                                                                                   |
| Маринър 3               | 5 ноември 1964    |                           | 5 ноември 1964                  | Облитане                              | Проблем при изстрелването проваля траекторията. Намира се в орбита около Слънцето.                                          |
| Маринър 4               | 28 ноември 1964   | 14 юли 1965               | 21 декември 1967                | Облитане                              | Успех (първо успешно облитане)                                                                                              |
| Зонд 2                  | 30 ноември 1964   |                           | май 1965                        | Облитане                              | Контактът е изгубен |
| Маринър 6               | 25 февруари 1969  | 31 юли 1969               | август 1969                     | Облитане                              | Успех |
| Марс 7                  | 27 март 1969      | 5 август 1969             | август 1969                     | Облитане                              | Успех |
| Марс 1969A              | 27 март 1969      |                           | 27 март 1969                    | Орбитален апарат                      | Проблем при изстрелването                                                                                                   |
| Марс 1969Б              | 2 април 1969      |                           | 2 април 1969                    | Орбитален апарат                      | Проблем при изстрелването                                                                                                   |
| Мисия (1970-1989)       | Изстрелване       | Пристигане на Марс        | Прекратяване                    | Тип мисия                             | Резултат |
| Маринър 8               | 8 май 1971        |                           | 8 май 1971                      | Орбитален апарат                      | Проблем при изстрелването                                                                                                   |
| Космос 419              | 10 май 1971       |                           | 12 май 1971                     | Орбитален апарат                      | Проблем при изстрелването                                                                                                   |
| Маринър 9               | 30 май 1971       | 13 ноември 1971           | 27 октомври 1972                | Орбитален апарат                      | Успех (първи апарат в орбита около Марс)                                                                                    |
| Марс 2                  | 19 май 1971       | 27 ноември 1971           | 22 август 1972                  | Орбитален апарат                      | Успех |
| Марс 2                  | 19 май 1971       | 27 ноември 1971           | 27 ноември 1971]                | Марсоход                              | Разбива се на повърхността на Марс                                                                                          |
| Марс 3                  | 28 май 1971       | 2 декември 1971           | 22 август 1972                  | Орбитален апарат                      | Успех |
| Марс 3                  | 28 май 1971       | 2 декември 1971           | 2 декември 1971                 | Марсоход                              | Каца меко, но спира да предава сигнал след няколко секунди                                                                  |
| Марс 4                  | 21 юли 1973       | 10 февруари 1974          | 10 февруари 1974                | Орбитален апарат                      | Не успява да влезе в орбита, но прави близо облитане                                                                        |
| Марс 5                  | 25 юли 1973       | 2 февруари 1974           | 21 февруари 1974                | Орбитален апарат                      | Частичен успех. Апаратът влиза в орбита, но се разваля след 9 дена.                                                         |
| Марс 6                  | 5 август 1973     | 12 март 1974              | 12 март 1974                    | Приземяем апарат                      | Частичен успех. Върнати са данни по време на спускането, но не и след кацането.                                             |
| Марс 7                  | 9 август 1973     | 9 март 1974               | 9 март 1974                     | Приземяем апарат                      | Приземяемият апарат се отделя прекалено рано от кораба-майка; влиза в орбита около Слънцето                                 |
| Викинг 1                | 20 август 1975    | 20 юли 1976               | 17 август 1980                  | Орбитален апарат                      | Успех |
| Викинг 1                | 20 август 1975    | 20 юли 1976               | 13 ноември 1982                 | Приземяем апарат                      | Успех (първо успешно кацане)                                                                                                |
| Викинг 2                | 9 септември 1975  | 3 септември 1976          | 25 юли 1978                     | Орбитален апарат                      | Успех |
| Викинг 2                | 9 септември 1975  | 3 септември 1976          | 11 април 1980                   | Приземяем апарат                      | Успех |
| Фобос 1                 | 7 юли 1988        |                           | 2 септември 1988                | Орбитален апарат                      | Контактът е изгубен на път за Марс                                                                                          |
| Фобос 1                 | 7 юли 1988        | Приземяем апарат на Фобос | Не е освободен                  |                                       | |
| Фобос 2                 | 12 юли 1988       | 29 януари 1989            | 27 март 1989                    | Орбитален апарат                      | Частичен успех: влиза в орбита и връща малко данни. Контактът е изгубен тъкмо преди освобождаването на Приземяемите апарати |
| Фобос 2                 | 12 юли 1988       | 29 януари 1989            | два Приземяеми апарата на Фобос | Не са освободени                      | |
| Мисия (1990-1999)       | Изстрелване       | Пристигане на Марс        | Прекратяване                    | Тип мисия                             | Резултат |
| Марс Обзървър           | 25 септември 1992 | 24 август 1993            | 21 август 1993                  | орбитален апарат                      | Контактът е изгубен точно преди пристигане                                                                                  |
| Марс Глобъл Сървейър    | 7 ноември 1996    | 11 септември 1997         | 5 ноември 2006                  | Орбитален апарат                      | Успех |
| Марс 96                 | 16 ноември 1996   |                           | 17 ноември 1996                 | Орбитален апарат / Приземяеми апарати | Проблем при изстрелването                                                                                                   |
| Марс Патфайндър         | 4 декември 1996   | 4 юли 1997                | 27 септември 1997               | Приземяем апарат / марсоход           | Успех |
| Нозоми (Планета-Б)      | 3 юли 1998        |                           | 9 декември 2003                 | Орбитален апарат                      | Усложнения на път за Марс; никога не влиза в орбита                                                                         |
| Марс Клаймат Орбитър    | 11 декември 1998  | 23 септември 1999         | 23 септември 1999               | Орбитален апарат                      | Разбива се на повърхността, поради грешка в измервателната система (метри <-> футове)                                       |
| Марс Полър Лендър       | 3 януари 1999     | 3 декември 1999           | 3 декември 1999                 | Приземяем апарат                      | Контактът е изгубен точно преди пристигане                                                                                  |
| Дийп Спейс 2 (ДС2)      | 3 януари 1999     | 3 декември 1999           | 3 декември 1999                 | Приземяеми апарати                    | Контактът е изгубен точно преди пристигане                                                                                  |
| Мисия (2000-2009)       | Изстрелване       | Пристигане на Марс        | Прекратяване                    | Тип мисия                             | Резултат |
| Одисей                  | 7 април 2001      | 24 октомври 2001          | Все още в действие              | Орбитален апарат                      | Успех |
| Марс Експрес            | 2 юни 2003        | 25 декември 2003          | Все още в действие              | Орбитален апарат                      | Успех |
| Бийгъл 2                | 2 юни 2003        | 25 декември 2003          | 6 февруари 2004                 | Приземяем апарат                      | Контактът е изгубен по време на приземяването; предполага се, че се е разбил                                                |
| Спирит                  | 10 юни 2003       | 4 януари 2004             | март 2010                       | Марсоход                              | Успех |
| Опъртюнити              | 7 юли 2003        | 25 януари 2004            | Все още в действие              | Марсоход                              | Успех |
| Розета                  | 2 март 2004       | 25 февруари 2007          | Все още в действие              | Облитане                              | Успех |
| Марс Риконисънс Орбитър | 12 август 2005    | 10 март 2006              | Все още в действие              | Орбитален апарат                      | Успех |
| Финикс                  | 4 август 2007     | (25 май 2008)             | 10 ноември 2008                 | Приземяем апарат                      | Успех |
| Даун                    | 27 септември 2007 | (2009)                    | Все още в действие              | Облитане на път към Веста             | Успех |
| Мисия (2010-2019)       | Изстрелване       | Пристигане на Марс        | Прекратяване                    | Тип мисия                             | Резултат |
| Фобос-грунт             | 8 ноември 2011    |                           | 8 ноември 2011                  | Връщане на проби                      | Не успява да напусне земна орбита                                                                                           |
| Ингхуо-1                | 8 ноември 2011    |                           | 8 ноември 2011                  | Орбитален апарат                      | Не успява да напусне земна орбита                                                                                           |
| Марс Сайънс Лаборътори  | 26 ноември 2011   | 6 август 2012             | Все още в действие              | Марсоход                              | Успешно кацане на Марс Мисията е активна към днешна дата.                                                                   |

## Бъдещи мисии до Марс
| Мисия      | Изстрелване | Тип мисия                    | Бележки                                                 |
| ---------- | ----------- | ---------------------------- | ------------------------------------------------------- |
| МАВЕН      | 2013        | Орбитален апарат             | Ще изучава марсианската атмосфера                       |
| МетНет     | 2014+       | Приземяеми апарати           | Метеорологична мрежа на Марс                            |
| / ЕкзоМарс | 2016        | Марсоход                     | Орбитален и приземяем апарат                            |
| / ЕкзоМарс | 2018        | Спускателен апарат, марсоход | Руски спускателен апарат ще достави марсоходът ЕкзоМарс |

### Мисии в процес на обсъждане
| Мисия                   | Изстрелване | Тип мисия                    | Бележки                                          |
| ----------------------- | ----------- | ---------------------------- | ------------------------------------------------ |
| Орбитална мисия до Марс | 2013        | Орбитален апарат             |                                                  |
| ИнСайт                  | 2016?       | Приземяем апарат             | Конкурира се за финансиране с две други програми |
| Метеорологична мрежа    | 2022        | Три приземяеми апарата       |                                                  |
| MMSR                    | 2022        | Приземяем апарат             | Връщане на проби от Марс на земята               |
| MELOS-1                 | 2020+       | Приземяем и орбитален апарат | Ще изследва геологията и атмосферата             |
| Марс-грунт              | 2020+       | Приземяем апарат             | Връщане на проби от Марс на земята               |
| Червен Дракон           | 2018        | Приземяем апарат             | Капсула Дракон ще търси следи от живот           |